# Église Saint-Pierre de Niagara Falls
L'église Saint-Pierre est une église anglicane, située à Niagara Falls, dans l'État de New York, aux États-Unis.

## Historique
Une première église fut construite en 1847-1849, par George Holley, sur un terrain attribué lors de la succession du général Peter Buell Porter. De plus, les services funéraires de son fils, le colonel Peter A. Porter, et d'autres membres de sa famille, ont eu lieu ici.
L'église Saint-Pierre a été construite en 1873-1880, par l'architecte Henry C. Dudley.